# 公正乡 (上思县)
公正乡，是中华人民共和国广西壮族自治区防城港市上思县下辖的一个乡镇级行政单位。

## 行政区划
公正乡下辖以下地区：
公正村、信良村、枯娄村、那齐村、吉彩村、大吉村、三英村、边念村、彩林村和东安村。